# Propulsore Vernier

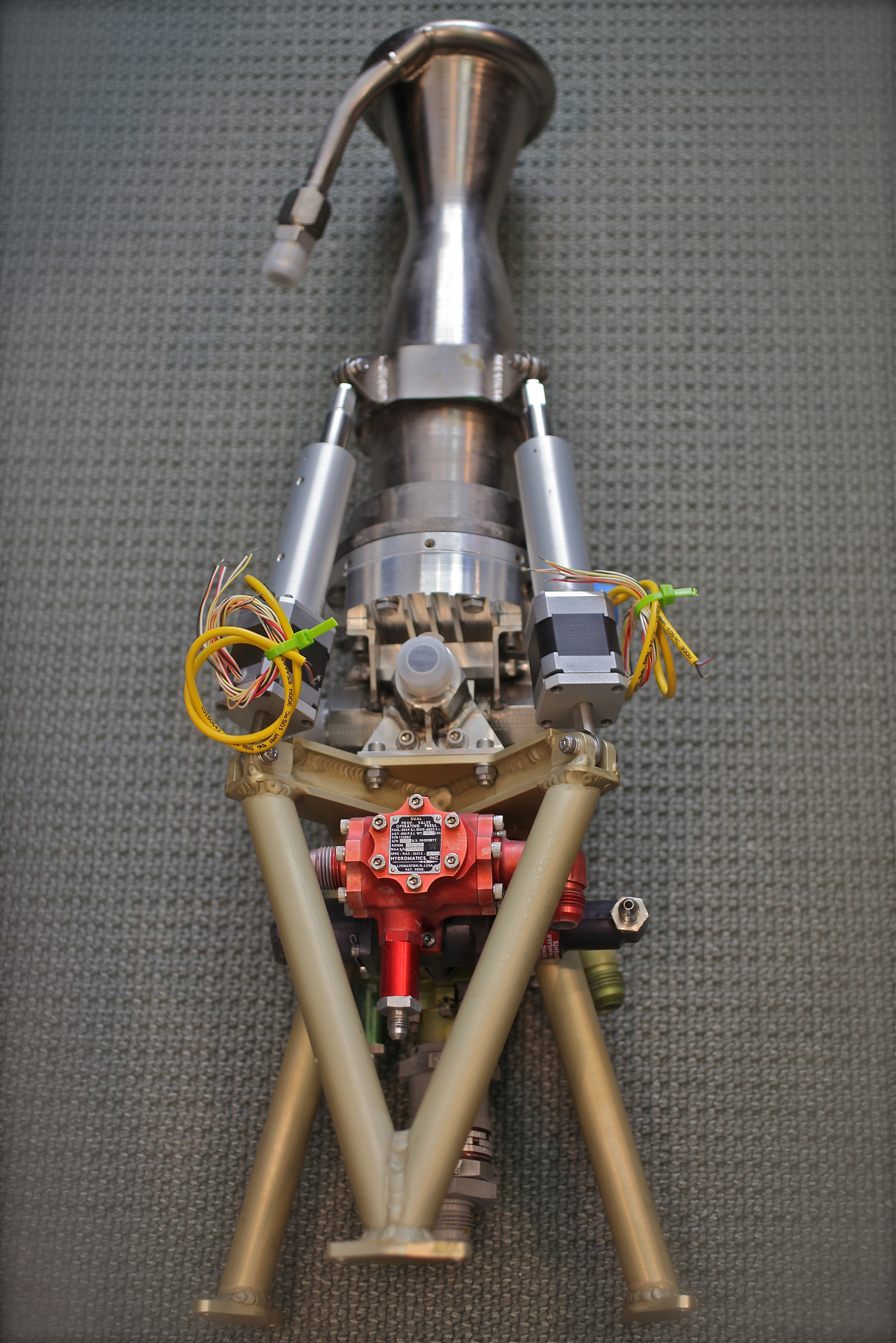
Un motore Vernier degli anni '60 montato sul Mercury-Atlas

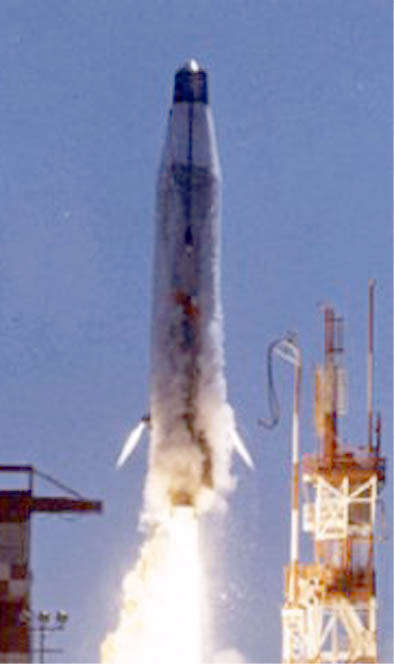
Propulsori Vernier montati sul fianco del Atlas

Un propulsore Vernier  è un motore a razzo usato sui velivoli spaziali per piccole correzioni di rotta o velocità. A seconda del design del sistema di manovra e sistema di stabilità del velivolo può essere un piccolo propulsore vicino al motore principale, o può far parte di un controllo di traiettoria più complesso, o ancora far parte del reaction control system. Il tipo di propulsore è titolato a Pierre Vernier, ideatore della scala graduata che porta il suo nome.
Il propulsore Vernier viene usato quando un velivolo di dimensioni notevoli richiede un range amplio di spinta per i controlli di traiettoria e velocità, come ad esempio le manovre di attracco con altri velivoli spaziali.
Sui velivoli spaziali con due taglie di sistemi di controllo di rotta, i propulsori principali dell'ACS (Attitude Control System) sono usati per le manovre più importanti mentre i Vernier sono riservati per gli aggiustamenti minori.
A causa del loro peso e a causa del impianto idraulico extra richiesto per la loro operatività, i razzi Vernier sono raramente usati nei design moderni. I motori dei razzi moderni sono diventati più controllabili, i grandi propulsori possono essere azionati anche per brevi impulsi, riuscendo a cambiare quantità di moto ottenendo una spinta simile a quella di un motore più piccolo.
I propulsori Vernier sono stati usati in razzi come il R-7 che avevano il motore principale non manovrabile. Per la famiglia di lanciatori Atlas, oltre che per le manovre, i Vernier sono stati usati per il controllo del rollio, sebbene i booster engines avrebbero potuto svolgere questa funzione. Dopo lo spegnimento del sustainer engine, i Verniers si sarebbero attivati per alcuni secondi per attuare piccoli aggiustamenti alla rotta del velivolo. Anche la famiglia Thor/Delta ha usato i Vernier per il controllo del rollio, ma montati sulla base fiancheggiante la sezione propulsiva del motore principale.

## Esempi

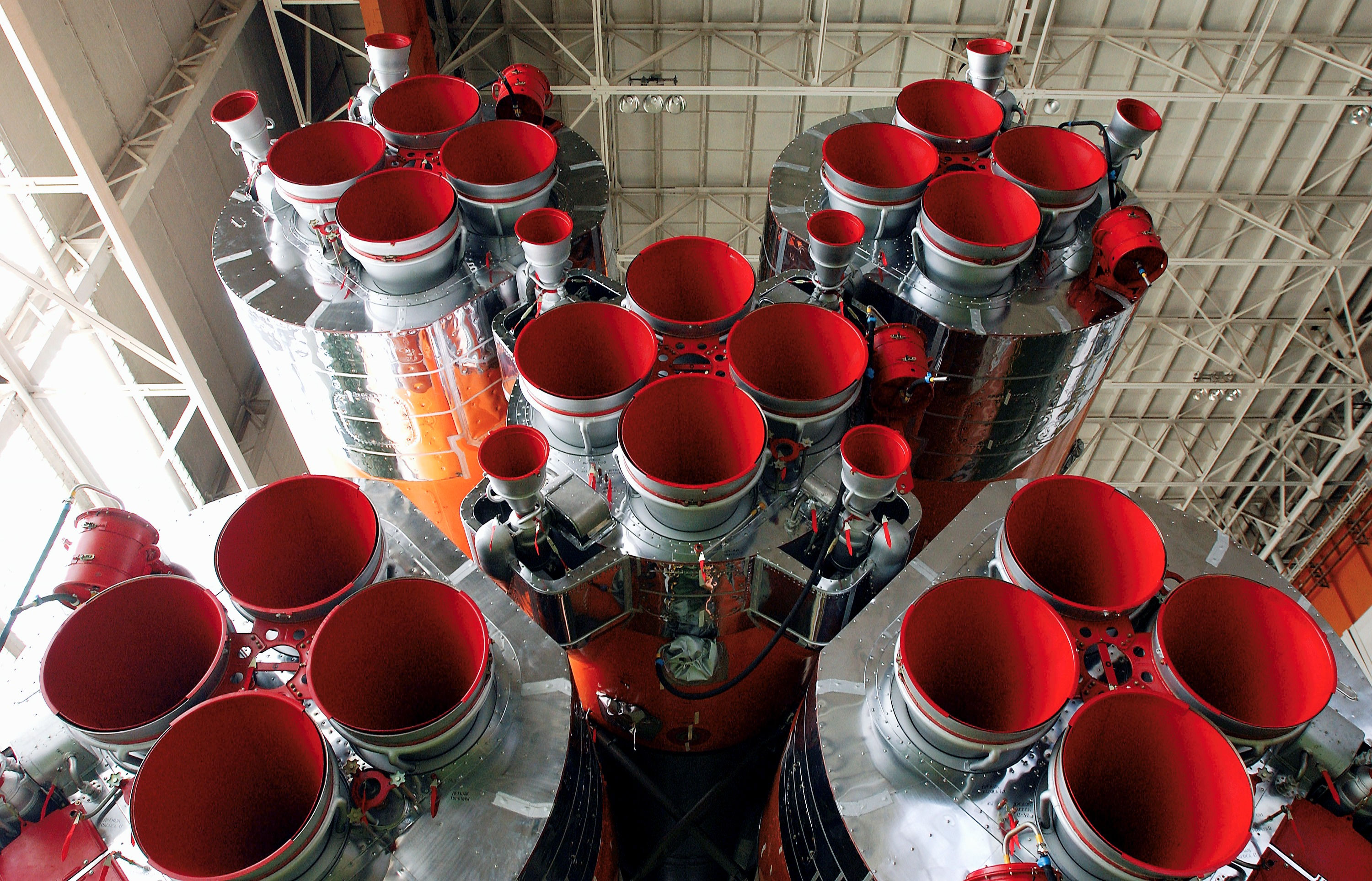
I motori del primo e il secondo stage della Soyuz, si nota i quattro moduli RD-107 con una coppia ciascuno di ugelli Vernier, e l' RD-108 centrale con quattro propulsiori Vernier orientabili.

- Sulla Famiglia di lanciatori Atlas SM-65 Atlas, sono stati usati per il controllo di rollio e per regolare la traiettoria dopo lo spegnimento del motore principale.
- La R-7 rocket family, con più di 1700 lanci avvenuti con successo fino ad oggi, dipendono ancora dai Vernier nel primo e secondo stage. Anche la maggior parte dei più grandi missili sovietici come il R-36 usa i Vernier.
- I razzi Delta II e Delta III usano due Vernier per il rollio del velivolo (mentre il successivo GEM 46 che aveva un propulsore con ugello vettoriale, ne aveva solo tre che venivano accesi per un breve momento durante l'ascesa).
- Lo Space Shuttle reaction control system aveva sei Vernier nel suo VRCS o "Vernier Reaction Control System". Il sistema era in grado anche di generare una piccola propulsione che era regolarmente usata per riaccelerare la International Space Station durante l'attracco fra i due velivoli. Per esempio, durante STS-130 il comandante George Zamka e il Terry Virts azionarono il VRCS dell'Endeavour per una durata di 33 minuti per ottenere un'orbita fra le180.5 e le 190.0 nmi.[2][3]